# Galang
Galang (Indonésien : Pulau Galang), est une île d'une superficie de 80 km2 située à 40 km au sud-est de Batam, appartenant à un groupe de trois îles appelées Barelang (abréviation de Batam-Rempang-Galang).  Partie de l'archipel de Riau en Indonésie, Galang se trouve juste au sud des îles de Batam et Rempang, elles-mêmes situées juste au sud de Singapour et Johor. La ville la plus proche de Galang est Tanjung Pinang sur Bintan, à environ trente minutes par bateau. L'île est reliée à Rempang et Batam par le pont Barelang (en). 

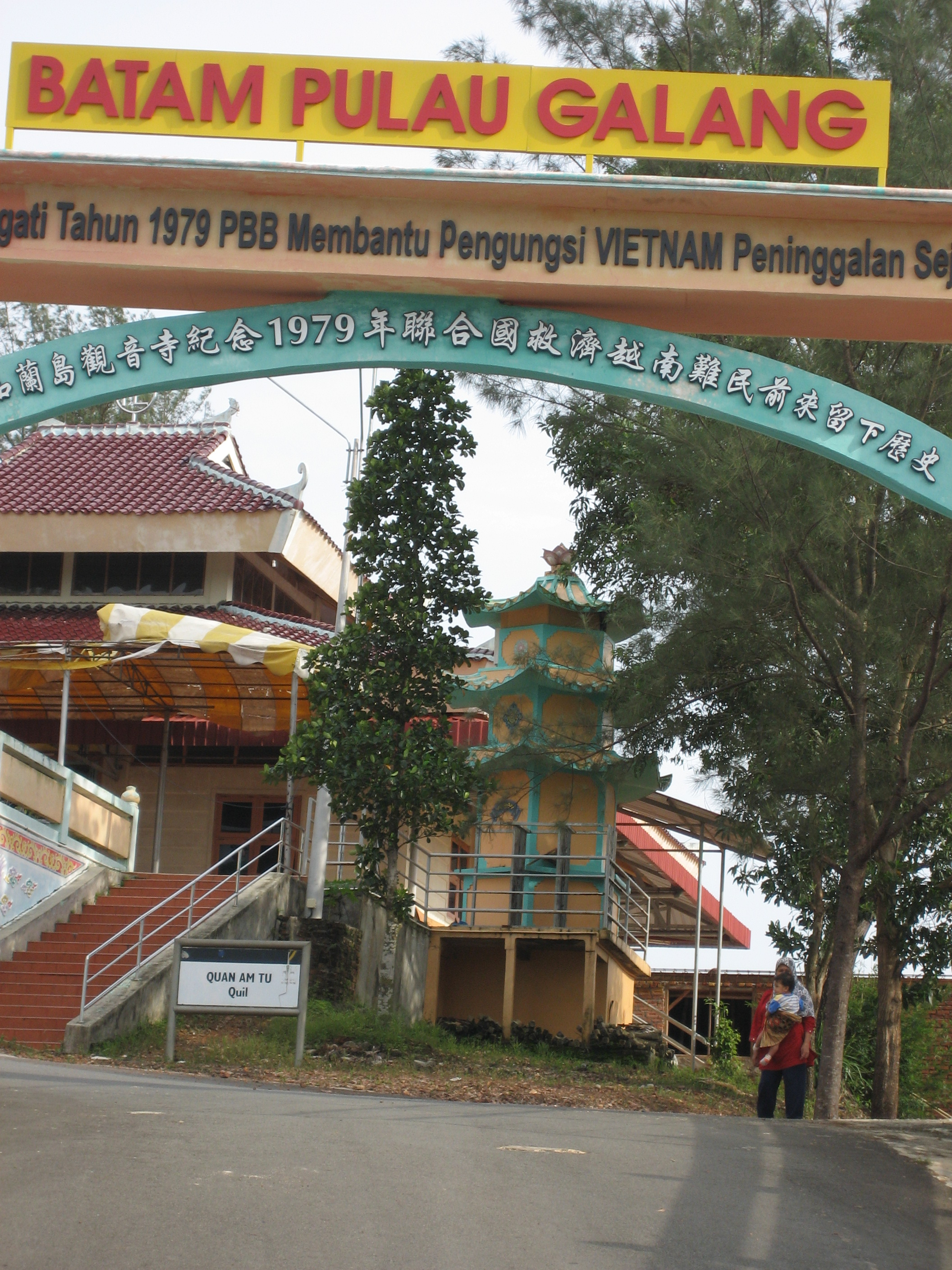
Camp de réfugiés de Galang appelé aussi Kampung Vietnam en indonésien

Un bureau du Haut Commissariat des Nations unies pour les réfugiés a été établi à Galang pour gérer le camp de réfugiés de Galang au cours de la période 1979-1996. De nombreux Boat People et demandeurs d'asile vietnamiens ont été temporairement hébergés dans le camp de Galang lors de la détermination de leur statut de réfugié et leur réinstallation ultérieure aux États-Unis, en Australie et dans certains pays européens. Beaucoup de Vietnamiens installés dans leurs nouveaux pays sont revenus visiter Galang.
De nos jours, l'île Galang (et l'ancienne zone de réfugiés appelé camp Sinam ) sont administrées par la Batam Industrial Development Authority (BIDA). En 1992, selon les termes du  décret présidentiel indonésien no 28/1992, la zone d'activité élargie du BIDA comprend les îles de Rempang, Galang et plusieurs petites îles voisines. La BIDA a construit 6 ponts inaugurés le 25 janvier 1998 qui offrent une connexion terrestre entre les îles de Batam - Tonton - Nipah - Setoko - Rempang - Galang -  et Galang Baru (Nouvelle Galang) afin de favoriser leur développement économique.